# فرانسيس يونجهسباند
السير فرانسيس يونجهسباند (1863- 1942) (بالإنجليزية: Francis Younghusband)‏، ضابط بالجيش البريطاني، قام بكثير من الرحلات الاستكشافية في آسيا الوسطى. اكتشف منشوريا في عام 1886. وكانت الرحلة التي قام بها عام 1887، من أهم رحلاته حيث بدأها من بكين في الصين إلى سيملا في الهند، عبر صحراء جوبي. وفي عام 1902 قاد بعثة تجارية تساندها قوات إلى لاسا في التيبت، ووقّع على معاهدة مع شعب التيبت.
ولد يونجهسباند في موري بالهند، والتحق بالأكاديمية الملكية العسكرية في ساندهيرست بإنجلترا. وأسس المؤتمر العالمي للعقائد في عام 1936. ألف الكثير من الكتب.

## روابط خارجية
- فرانسيس يونجهسباند على موقع الموسوعة البريطانية (الإنجليزية)